# یواس‌اس ویتر (دی-۶۳۶)
یواس‌اس ویتر (دی-۶۳۶) (به انگلیسی: USS Witter (DE-636)) یک کشتی بود که طول آن ۳۰۶ فوت (۹۳ متر) بود. این کشتی در سال ۱۹۴۳ ساخته شد.